# Ogden Mills House
La Casa Ogden Mills era una antigua mansión ubicada en 2 East 69th Street en el Upper East Side de Manhattan en la ciudad de Nueva York.

## Historia
La Casa Ogden Mills fue diseñada por el famoso arquitecto Richard Morris Hunt y tenía vistas a Central Park. Fue construido en la esquina de East 69th Street y Park Avenue en el Upper East Side de Ogden Mills entre 1885 y 1887. Estaba ubicado frente a la casa adosada EH Harriman y 1 East 70th Street, una mansión construida en 1912-1914 por Thomas Hastings de Carrère y Hastings, que hoy alberga la Colección Frick del presidente de Carnegie Steel Company, Henry Clay Frick.
A diferencia del proyecto de Hunt de 1886, construido en estilo Châteauesque y conocido como Petit Chateau por William K. Vanderbilt, la Ogden Mills House tenía un estilo mucho más sobrio.
Después de la muerte de Mills en 1929, quedó en manos de su hijo, el secretario del Tesoro de los Estados Unidos y representante de los Estados Unidos, Ogden Livingston Mills, quien murió en la residencia el 11 de octubre de 1937. La casa fue demolida a fines de la década de 1930 y en su lugar se construyó un edificio de apartamentos.

## Véase también

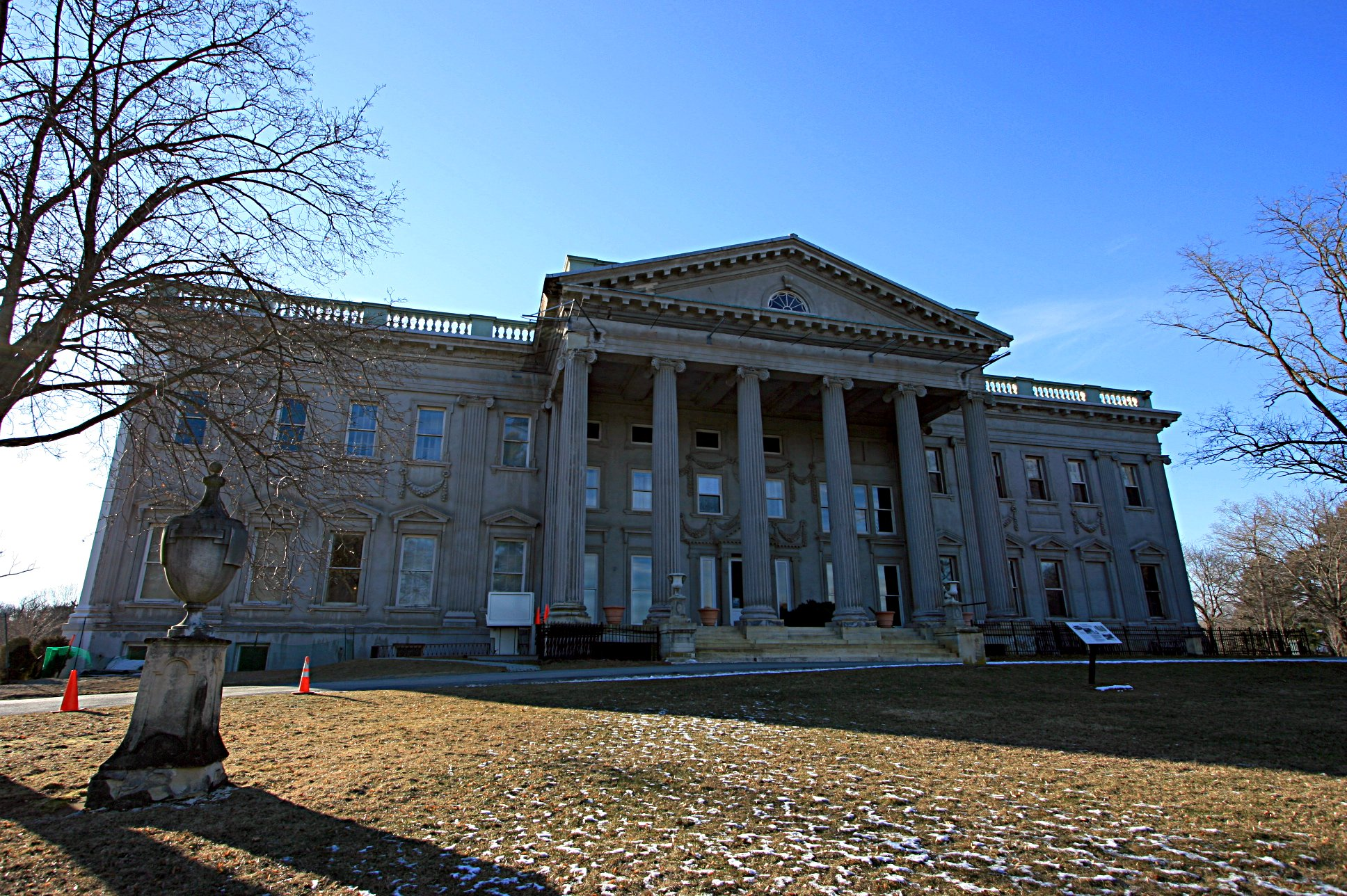
Mansión de Mill en Staatsburg, Nueva York.

## Otras lecturas
- Kathrens, Michael C. (2005). Great Houses of New York, 1880-1930. New York: Acanthus Press. p. 51. ISBN 978-0-926494-34-3.

- Datos: Q7079931